# Amarantväxter
Amarantväxter (Amaranthaceae) är en familj av tvåhjärtbladiga växter inom klassen trikolpater med omkring 160 släkten och sammanlagt ungefär 2 400 arter. De flesta är örter eller små buskar medan några få är träd eller klätterväxter. Vissa arter anses vara ogräs, såsom mållor, men många andra är populära trädgårds- och prydnadsväxter, såsom spenat eller rävsvans. 
Amarantväxterna finns över hela världen, framför allt i tropiska eller subtropiska områden. Störst artrikedom finns i tropiska Afrika och Nordamerika. Många arter är halofyter, vilket betyder att de växer i salthaltig jord.

## Biologi
Amarantväxternas blad är enkla, mer eller mindre tandade och utan stipler. Blommorna kan sitta ensamma eller i samlingar av olika slag och är vanligen tvåkönade. Antalet kronblad är fyra eller fem och de är ofta sammanvuxna. Frukten kan vara en nöt eller kapsel, sällan ett bär.
Moderna DNA-baserade klassificeringssystem såsom Angiosperm Phylogeny Group har flyttat in mållväxter som en underfamilj till amarantväxterna. Välkända mållväxter är bland annat betor och spenat. Äldre klassificeringssystem hade mållväxterna som en fristående familj och amarantväxterna innehöll då endast omkring 65 släkten och 900 arter. 

## Frukt och frön
Amaranter förökar sig via frön eller frukter. Oftast behålls perianten (den icke-reproduktiva delen av blomman) och omvandlas till frukten. Ibland kan även högbladen tillhöra diasporen. Mindre vanligt är att frukten är en rund kapsel eller ett bär. Fröet, horisontellt eller upprätt, har ofta ett förtjockat eller träigt fröskal. Det gröna eller vita embryot är antingen spiralformat (och utan perisperm) eller ringformat (sällan rakt).

## Ekonomisk betydelse
Vissa arter, som spenat, mangold och betor (exempelvis foderbetor och sockerbetor), används som grönsaker. Frön av texasmålla, quinoa och canihua är ätliga och används som pseudofett. Amarantfrön är rika på protein och fibrer.
Citronmålla och maskmålla används som medicinalväxter. Flera arter används också indirekt som källa till tvättsoda, till exempel arter ur släktet saltörter.
Ett antal arter är populära prydnadsväxter, särskilt arter från släktena Alternanthera, Amaranthus, Celosia och Iresine. Andra arter anses vara ogräs, till exempel vanlig svinamarant, Alternanthera philoxeroides och svinmålla, men bland annat den senare kan användas som ersättning för spenat. Några av arterna är problematiska invasiva arter, särskilt i Nordamerika, inklusive vit amarant och kvastmålla. Många arter kan orsaka pollenallergi.